# Guilherme VII de Monferrato
Guilherme VII de Monferrato (em italiano:  Guglielmo VII del Monferrato, também chamado de "Guilherme VII, o Grande", Trino, 1240 – Alessandria, 6 de fevereiro de 1292) foi marquês de Monferrato de 1253 até sua morte. Foi ainda "rei titular" de Tessalónica, de 1253 até 1284. O Reino de Tessalónica havia caído em 1224, de forma que o título era apenas nominal.
Como rei de Tessalônica, seguiu-se-lhe Hugo IV, Duque da Borgonha, de 1266 até 1271.
Guilherme era o pai da imperatriz-consorte bizantina Irene de Monferrato, casada com Andrônico II Paleólogo.

## Biografia

### Juventude
Guilherme nasceu em Trino. Era o filho mais velho de Bonifácio II de Monferrato e Margarida de Saboia. Foi indicado como herdeiro de seu pai num testamento de 1253, o ano da morte de seu pai e de sua sucessão. Permaneceu sob regência de sua mãe até 1257. Depois de atingida sua maioridade, casou-se com Isabel, filha de Ricardo de Clare, 6.º Conde de Gloucester, em 1258. A mãe de Guilherme era prima em primeiro grau de Leonor da Provença, rainha-consorte da Inglaterra, e foi através de sua influência que o casamento foi arranjado.

### Política piemontesa
Em seus primeiros anos, Guilherme procurou exercer seu poder no sul do Piemonte, como muitos de seus antecessores tinham tentado, combatendo a independência das comunas de Alessandria e Asti. Guilherme teve aliança e apoio do rei da França e da Igreja Católica. Porém sua proximidade com o imperador do Sacro Império Romano-Germânico deixou-o em dificuldades com os gibelinos. Sua política guelfa anti-imperial e pró-França, deixo-o com problemas com relação à autoridade imperial e vizinhos imperialistas.
Sua participação na política guelfa e a planejada invasão da Lombardia com Carlos I de Nápoles causaram uma guerra com Oberto Pelavicino, o comandante gibelino chefe da região, em 1264. Guilherme resistiu com determinação e eficácia, ocupando as fortalezas de Acqui terme, Tortona e Novi Ligure e confirmando sua posse de Nizza Monferrato. Em 1265, chegaram reforços franceses. Menos de oito anos após sua ascensão, Guilherme tinha estendido seu poder a Lanzo e à vizinhança de Alessandria.

## Matrimônio e descendência
Guilherme VII desposou em primeiras núpcias em 1258 com Isabela de Clare (1240 – 1270), filha de Ricado de Clare, da qual teve uma filha:
- Margarida, que casou-se com o infante João de Valência;

Depois da morte de Isabel casou-se em segundas núpcias em 1271 com Beatriz de Castela (1254 – 1280), filha de Afonso X de Castela (1221 – 1284) e de Iolanda de Aragão (1236 – 1301), da qual teve:
- Irene de Monferrato (1271 – 1315), também conhecida com Violante ou Yolande, que casou com Andrônico II Paleólogo (1256 – 1332)
- João I (1275 c.a. – 1305), que o sucedeu[nota 1]
- Alina de Monferrato, que casou com Bertoldo Orsini.